# Anatoli Moschiaschwili
Anatoli Moschiaschwili (russisch Анатолий Мошиашвили, engl. Transkription Anatoliy Moshiashvili; * 11. März 1950) ist ein ehemaliger sowjetischer Hürdenläufer, der sich auf die 110-Meter-Distanz spezialisiert hatte.
Bei den Europameisterschaften 1971 in Helsinki wurde er Fünfter.
1972 gewann er Bronze über 50 Meter Hürden bei den Halleneuropameisterschaften in Grenoble, 1973 Silber bei der Universiade und 1974 Gold über 60 Meter Hürden bei den Halleneuropameisterschaften in Göteborg.
1971 und 1973 wurde er sowjetischer Meister über 110 Meter Hürden im Freien, 1972, 1973 und 1974 über 60 Meter Hürden in der Halle.

## Persönliche Bestzeiten
- 50 m Hürden (Halle): 6,59 s, 12. März 1972, Grenoble
- 60 m Hürden (Halle): 7,66 s, 10. März 1974, Göteborg
- 110 m Hürden: 13,73 s, 18. August 1973, Moskau